# フロンティアーズ
『フロンティアーズ』 (Frontiers) は、1983年2月22日に発売されたジャーニーのアルバム。日本では同年5月21日発売。

## 概要
全米ビルボード・チャートで9週連続で2位、現在までにアメリカだけで600万枚を売り上げている。発売当時はマイケル・ジャクソンの『スリラー』が1位を独走していた。
このアルバムからは4曲がシングルカットされ、「セパレイト・ウェイズ」同最高8位、「時への誓い」同12位、「愛の終りに」同23位、「マイ・ラヴ」同23位。また、アルバムに収録されなかった以下の2曲もサントラ用に発表されてヒットとなった。いずれも『グレイテスト・ヒッツ〜永遠の旅』に収録されている。
「オンリー・ザ・ヤング」
映画『ビジョン・クエスト』に提供、ビルボード・チャート最高9位。
「アスク・ザ・ロンリー」
映画『セカンド・チャンス』に提供、『Raised On Radio〜時を駆けて』（1986年）収録の「スザンヌ」のB面に収録され、同17位。
なお、1曲目の「セパレイト・ウェイズ」は、TBSによるワールド・ベースボール・クラシック（2009年大会から）および侍ジャパン関連試合（主に親善試合やプレミア12など）中継のテーマ曲に使用されている。
また、2010年の映画『トロン: レガシー』では、主人公のサム・フリンが父親のケヴィン・フリンが経営していたゲームセンターに入って電源を入れた場面でジューク・ボックスによって再生されるという形で使用されている。

## 収録曲
1. セパレイト・ウェイズ - Separate Ways (Worlds Apart) (Cain/Perry) [5:24]：ビルボードチャート最高位8位（6週）
2. マイ・ラヴ - Send Her My Love (Cain/Perry) [3:54]
3. チェイン・リアクション - Chain Reaction (Cain/Perry/Schon) [4:21]
4. 愛の終りに - After the Fall (Cain/Perry) [5:00]
5. 時への誓い - Faithfully (Cain) [4:26]
6. 限りなき世界 - Edge Of The Blade (Cain/Perry/Schon) [4:30]
7. トラブルド・チャイルド - Troubled Child (Cain/Perry/Schon) [4:29]
8. 美しき叫び - Back Talk (Cain/Perry/Smith) [3:16]
9. フロンティアーズ - Frontiers (Cain/Perry/Schon/Smith) [4:09]
10. 永遠(とわ)なるルビコン - Rubicon (Cain/Perry/Schon) [4:18]

## 参加ミュージシャン
- スティーヴ・ペリー Steve Perry - リード・ヴォーカル
- ニール・ショーン Neal Schon - ギター、ヴォーカル
- ジョナサン・ケイン Jonathan Cain - キーボード、ギター、ヴォーカル
- ロス・ヴァロリー Ross Valory - ベース、ヴォーカル
- スティーヴ・スミス Steve Smith - ドラムス

## 国内カバー
- 西城秀樹 - BIG GAME'83 HIDEKI FINAL IN STADIUM CONCERT[1]
- 三田村邦彦 - アルバム『Vol.III』[2]